# Christian Fleetwood
Christian Abraham Fleetwood (Baltimore, 21 de juliol de 1840 - 28 de setembre de 1914) era suboficial de l'Exèrcit dels Estats Units, editor, músic i funcionari. Va rebre la Medalla d'Honor per les seves accions durant la guerra civil americana.

## Joventut i família
Fleetwood era fill de Charles i Anna Maria Fleetwood, persones de color lliures. Va rebre la seva primera educació a la casa d'un comerciant de sucre ric, John C. Brunes, i la seva dona. Aquest últim el tractà com el seu fill. Va continuar la seva formació a l'oficina del secretari de la Societat de Colonització Maryland, va passar breument a Libèria i a Sierra Leone, i es va graduar el 1860 a Ashmun Institute (més tard Lincoln University) a Oxford (Pennsilvània). Ell i altres van publicar breument el Lyceum Observer a Baltimore, dit de ser el primer diari afroamericà al sud superior.
Amb la seva dona Sara Iredell, amb qui es va casar el 16 de novembre de 1869, va portar una vida social activa. Fleetwood estava familiaritzat amb la majoria dels americans africans prominents de l'època. Sovint visitaven la seva residència, i li van lliurar un testimoni el 1889.

## Guerra Civil
Quan va esclatar la Guerra Civil nord-americana es va interrompre el comerç amb Libèria, Fleetwood va allistar-se en la Companyia G del 4t Regiment d'Infanteria dels Estats Units amb color, Exèrcit de la Unió, l'agost de 1863. A causa dels seus antecedents educatius, a Fleetwood se li va donar el rang de sergent en l'allistament i va ser ascendit a sergent dies importants més tard, el 19 d'agost. El seu regiment, adscrit a la 3a Divisió, va estar en servei amb el Cos d'Exèrcit 10, 18 i 25 a les campanyes a Carolina del Nord i Virgínia.
El 29 de setembre de 1864, la 3a Divisió, incloent el regiment de Fleetwood, va participar en la batalla de la Granja Chaffin, als afores de la capital confederada de Richmond (Virgínia). Durant la càrrega del 4t regiment a les fortificacions enemigues, Fleetwood va supervisar el flanc esquerre de la unitat. Entre els soldats de càrrega hi havia el sergent Alfred Hilton, el portador de dues banderes, una de les quals havia estat confiscada a un sergent ferit. Quan Hilton mateix va ser ferit, Fleetwood i un altre soldat, Charles Veale, cadascun va agafar una bandera d'ell abans que els colors toquessin a terra. Mentre portava la bandera dels Estats Units, Fleetwood va seguir endavant sota un intens foc fins que va quedar clar que la unitat no podia penetrar en les defenses enemigues. Apartant-se de nou a la línia de reserva, va utilitzar la bandera per reunir un petit grup d'homes i continuar la lluita. Per les seves accions durant la batalla, a Fleetwood, a Hilton i a Veale els van emetre la Medalla d'Honor poc més de sis mesos després, el 6 d'abril de 1865. La citació de la Medalla d'Honor oficial de Fleetwood diu simplement: "Confiscat els colors, després de ser enderrocats 2 portaestendards, els va portar amb noblesa a través de la lluita" La medalla és ara part de la col·lecció del Museu Nacional d'Història Americana de la Smithsonian Institution.
Malgrat que tots els oficials del regiment van enviar una petició perquè se li encarregués a un funcionari, el secretari de Guerra Edwin Stanton no va recomanar la cita. Fleetwood es va retirar amb honors de l'exèrcit el 4 de maig de 1866.